# Château de Lanquais
Pour les articles homonymes, voir Lanquais (homonymie).
Le château de Lanquais se situe sur la commune de Lanquais dans le département de la Dordogne. Il date des XVe et XVIe siècles. Il est classé aux monuments historiques le 8 juillet 1942 et inscrit le 14 septembre 2010.

## Présentation
Bâti dans la région du Périgord pourpre, le château de Lanquais est surnommé « le Louvre inachevé du Perigord » et peut être visité.
La construction du château s'est échelonnée sur des périodes très différentes, ce qui explique la juxtaposition d'un corps de logis du XVe siècle, offrant toutes les possibilités de défense d'un château fort, et d'un palais à l'italienne, de style Renaissance.
Quand on est dans la cour, on peut voir la différence entre les deux parties du château :
- à droite, un château médiéval construit aux XIVe et XVe siècles, jusqu'à la tour de l'escalier,
- à gauche, un château Renaissance construit à partir du règne de Charles IX et terminé en 1604. Le bâtiment rappelle l'aile Lescot au Louvre.

Il y a eu au moins trois châteaux à Lanquais construits sur un site d'habitat préhistorique.

## Historique

### Chronologie
- VIIIe siècle, probablement sur le site du pagus gallo-romain, on peut rattacher le terme de Linicassio donné par Raban Maur.
- Xe siècle au XIIe siècle, le lieu est une résidence des évêques de Périgueux. Elle ne comprend qu'un seul donjon.
- XIe siècle, le château est probablement protégé par une palissade en bois le long des fossés.
- XIIe siècle, construction de courtines en pierres dont il reste quelques vestiges.
- XIIIe siècle, le château appartient à la famille de Mons. Construction du logis seigneurial constitué par une tour rectangulaire.
- En 1276, un ancien repaire noble appelé « Linquaychs » existe, dépendant de la châtellenie de Beaumont.
- En 1320, une forteresse existe, construite par la famille de Mons. La châtellenie composée de quatre paroisses est détachée de Beaumont.
- XVe siècle, construction de la grosse tour ronde à mâchicoulis.
- Vers[1460, Jean de La Cropte (mort vers 1470), qui vient de rallier le roi de France après avoir pris le parti du roi d'Angleterre, reçoit le titre de gouverneur de la place de Beaumont. Il a obtenu en 1457 l'exemption des aides royales pour ses terres. Il fait construire la tour octogonale sur les fondations de l'ancien donjon qui avait été brûlé par les Anglais. Le plan du château rappelle celui de plusieurs châteaux de la région, en particulier celui du château de l'Herm ou le château des Milandes.
- 21 novembre 1531, Marguerite de La Cropte, dernière héritière de la famille, se marie avec Gilles de La Tour. La famille de La Tour est apparentée à celle des La Tour d'Auvergne. Cette famille est liée aux Médicis et à la monarchie française à la suite du mariage de Madeleine de La Tour d'Auvergne avec Laurent II de Médicis en 1513 duquel naîtra Catherine de Médicis qui se mariera en 1533 avec le roi de France Henri II.
- Entre 1561 et 1574, Galliot de La Tour, fils des précédents, seigneur de Limeuil, capitaine d'une compagnie d'ordonnance du Roi et chevalier de l'ordre de Saint Michel, fait entreprendre la construction du château Renaissance auquel a participé l'architecte Pierre Souffron d'après Patrick Esclafer de La Rode. Il va utiliser les maîtres d'œuvre des résidences royales pour construire dans un pays gagné par les idées de la Réforme protestante un château montrant le pouvoir royal et catholique. Les fenêtres hautes de l'aile Renaissance sont inspirées de celles dessinées dans le Livre II d'architecture d'Androuet du Cerceau paru en 1561. La sœur de Galliot de La Tour, Isabelle de Limeuil, fera partie de « l'escadron volant » de Catherine de Médicis. Pour l'espionner au profit de la Reine, elle devra satisfaire aux désirs de Louis de Bourbon, prince de Condé et protestant. De cette union naîtra un fils, Nicolas, en 1564, qui est né au cours d'un bal en présence de la cour à Bar-le-Duc. Après s'être retirée dans un couvent, puis au château de Lanquais, Catherine de Médicis va favoriser son mariage en 1567 avec son banquier Scipion Sardini. Elle mourra en 1609 au château de Chaumont-sur-Loire après avoir essayé en vain de s'opposer à l'héritage du château de Lanquais par Henri de La Tour d'Auvergne.
- 24 mars 1577, Henri de La Tour d'Auvergne (1555-1623), cousin de Galliot de La Tour, mais protestant et attaché aux intérêts du roi de Navarre – le futur Henri IV, assiège le château de Lanquais. Avec cinq canons il fait tirer 200 boulets sur le château Cette attaque entraîne l'arrêt des travaux.
- En 1588, le château est reçu en héritage par Henri de La Tour d'Auvergne qui est le légataire universel de Galhiot de La Tour.
- En 1591, Henri de La Tour d'Auvergne devient duc de Bouillon et prince de Sedan à la suite de son mariage avec Charlotte de La Marck. Il avait contribué en 1587 à la victoire de Coutras par les troupes d'Henri IV.
- En 1592, en remerciement de ses services, Henri IV nomme Henri de La Tour d'Auvergne, amiral de France.
- En 1594, Henri de La Tour d'Auvergne devient Maréchal de France.
- En 1595 il épouse en secondes noces Elisabeth de Nassau, fille de Guillaume de Nassau, dit le Taciturne, prince d'Orange et stathouder de Hollande, par ailleurs gendre de l'amiral de Coligny qui avait été assassiné pendant la nuit de la Saint-Barthélemy à Paris le 24 août 1572. De ce mariage naîtront Frédéric Maurice, duc de Bouillon, et le futur Maréchal de Turenne (1611-1675).
- En 1598, Henri de La Tour d'Auvergne devient duc et pair de France.
- En 1600, Henri de La Tour d'Auvergne et Elisabeth de Nassau commandent la construction des cheminées du château à des artistes italiens. Elisabeth de Nassau a fait deux séjours au château.
- En 1602, Henri de La Tour d'Auvergne participe au complot monté par Charles de Gontaut, duc de Biron, avec le duc de Savoie et le gouverneur espagnol du Milanais. Après la découverte de ce complot, le roi Henri IV lui pardonne, à l'inverse du duc de Biron qui est décapité.
- En 1604, fin de la décoration des pièces à l'intérieur de l'aile Renaissance.
- Après 1623, le château revient au fils d'Henri de La Tour d'Auvergne, né du second mariage, Frédéric-Maurier (1605-1652), duc de Bouillon. Le château provincial va être progressivement négligé. Il va être vendu au duc d'Antin.
- En 1643, le cardinal Théodore de La Tour (1643-1715), grand aumônier de France et doyen du Sacré Collège, est né au château.
- En 1732, Marie de Mons, veuve de Michel de Gourgues, achète le château de Lanquais au duc d'Antin.
- Le 10 Nivôse an IV de la République, un inventaire du château montre qu'il n'y a pratiquement plus aucun meuble dans le château.
- En 1949, à la mort de l'abbé de Gourgues, le château est revenu à sa sœur, Mme Foucher de Brandois et à sa famille.